# Distretto di Ovidiopol'
Il distretto di Ovidiopol' (in ucraino Овідіопольський район?, Ovidiopol'skyj rajon; in russo Овидиопольский район?, Ovidiopol'skij rajon) era un distretto dell'Ucraina situato nell'oblast' di Odessa; aveva per capoluogo Ovidiopol'. La popolazione era di 77.278 persone (stima del 2015). Il distretto fu costituito nel 1924 ed è stato soppresso in seguito alla riforma amministrativa del 2020.